# Kutchubaea sericantha
Kutchubaea sericantha är en måreväxtart som beskrevs av Paul Carpenter Standley. Kutchubaea sericantha ingår i släktet Kutchubaea och familjen måreväxter. Inga underarter finns listade i Catalogue of Life.